# Pfarrkirche St. Martin am Grimming

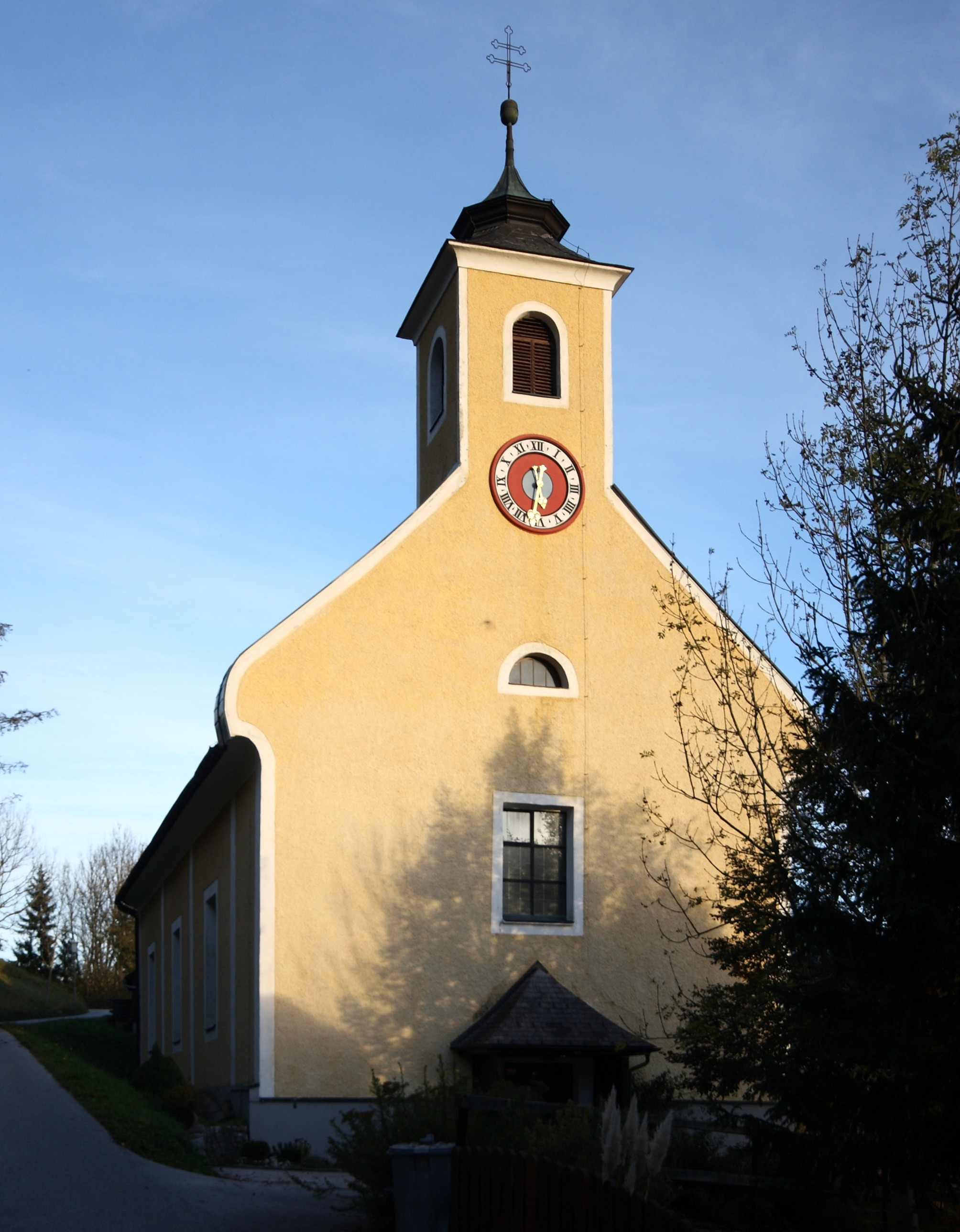
Pfarrkirche St. Martin am Grimming

Die römisch-katholische Pfarrkirche St. Martin am Grimming steht am nördlichen Rand des Ortszentrums der ehemaligen Gemeinde Sankt Martin am Grimming im Bezirk Liezen in der Steiermark. Sie ist dem heiligen Martin geweiht und liegt im Seelsorgeraum Oberes Ennstal der Diözese Graz-Seckau. Die Kirche steht unter Denkmalschutz.

## Geschichte
Die Kirche wird 1201 erstmals in einer Schenkung an das Stift Admont urkundlich erwähnt. Bis heute ist die Kirche dem Stift Admont inkorporiert. Bis 1787 war es eine Filialkirche der Pfarrkirche Gröbming, seither ist sie eine eigene Pfarre.
Das heutige Kirchengebäude wurde 1738 errichtet, 1959 erfolgte eine Innenrestaurierung.

## Kirchenbau
Die Pfarrkirche ist ein dreijochiger Saalraum mit 3/8-Schluss und Platzlgewölbe auf Gurten. Der Chorschluss ist nach außen hin gerundet. Die Wandpfeiler sind gestuft. Im Gewölbe des Mitteljoches befindet sich das Wappen von Abt Antonius II. von Mainersberg aus dem Jahr 1737.
Die Außenfassade ist durch Putzlisenen gegliedert. Über der Westfassade sitzt ein Dachreiter mit einem kleinen, geschwungenen  Helm.

## Ausstattung
Der Hochaltar trägt das Wappen von Abt Urban Weber aus 1650. Er stammt wahrscheinlich aus der Schlosskirche St. Martin im Schloss St. Martin im Grazer Stadtteil Straßgang. Es wird dem Admonter Bildhauer Georg Remele zugeschrieben. Die Mittelplastik des Altares, die den heiligen Martin auf dem Pferd darstellt, steht seit 1937 im Universalmuseum Joanneum. Es wurde durch ein Bild, das um 1700 entstand, ersetzt. Die seitlichen Schnitzfiguren stellen die heilige Barbara und die heilige Katharina dar. Im Aufsatz ist der heilige Ulrich dargestellt, der von den Statuen der heiligen Diakone sowie des heiligen Ulrich und des heiligen Blasius flankiert wird. Die Figuren stammen aus dem zweiten Viertel des 18. Jahrhunderts. Der Tabernakel stammt aus der zweiten Hälfte des 18. Jahrhunderts.
Die kleinen Seitenaltaraufsätze mit Statuen der Heiligen Joachim und Anna wurden in der zweiten Hälfte des 18. Jahrhunderts geschaffen. Ein Altarfragment mit Laubwerk und einem Altarbild „Heiligste Dreifaltigkeit“ entstand um 1700.  Die Kanzel wurde Anfang des 18. Jahrhunderts geschaffen. Das Orgelgehäuse stammt aus dem zweiten Viertel des 18. Jahrhunderts. Das Orgelwerk stammt von 1926. In der Kirche hängt ein spätgotisches Holzrelief von 1515, das den heiligen Laurentius darstellt.  Es stammt aus der Werkstatt von Lienhart Astl und kommt aus einer Wegkapelle. Eine Restaurierung erfolgte 1958. Die Statue der heiligen Margarethe entstand um 1520. Sie wurde 1957 restauriert.